# Ray LaMontagne
Ray LaMontagne, de son vrai nom Raymond Charles Jack LaMontagne, est un chanteur et musicien américain né le 18 juin 1973 à Nashua, dans le New Hampshire (États-Unis). 

## Biographie
Né d'un père musicien, Ray LaMontagne a une enfance nomade due à la séparation de ses parents. Le fait que sa mère change régulièrement d'emploi oblige Ray et ses cinq frères et sœur à souvent déménager et changer d'école. Il obtient néanmoins un diplôme d'enseignement secondaire, puis trouve un travail dans une usine de confection de chaussures à Lewiston, dans le Maine.
Le déclic a lieu un jour, à quatre heures du matin, alors qu'il se prépare à aller travailler. Il entend alors la chanson de Stephen Stills Treetop Flyer à la radio. C'est une révélation pour Ray LaMontagne qui décide alors de changer de carrière. Vivant alors dans le Maine avec sa famille — il est marié à la poétesse Sarah Sousa avec qui il a deux garçons —, il devient auteur-compositeur-interprète de musique soul/folk.
En 1999, il enregistre une maquette de dix chansons qui attire l'attention de Jamie Ceretta, du label Chrysalis Music Publishing. Cette rencontre permet la sortie de son premier album, Trouble, avec le producteur Ethan Jones.
Il se distingue ensuite par d'autres coopérations, en figurant dans les bandes originales des films The Last Kiss (2006), avec le titre Hold You in My Arms, et Le Diable s'habille en Prada (2006), avec How Come. Il se fait remarquer également par une reprise acoustique du titre de Gnarls Barkley Crazy qui sort en face B de son single How Come. Quelques-uns de ses morceaux figurent aussi dans des séries télévisées américaines comme Les Frères Scott, Grey's Anatomy ou House.
Ses influences musicales sont les chanteurs Stephen Stills, Richard Manuel et Rick Danko. Il voue un grand respect à Richard Manuel, du groupe The Band. Il a d'ailleurs fait des concerts avec Levon Helm, l'ancien batteur du groupe. Les critiques ont souvent comparé la musique de LaMontagne à celles de Van Morrison, Nick Drake et Tim Buckley.
En France, il ne s'est produit que rarement : lors du printemps de Bourges en 2005 et principalement dans des salles parisiennes, à savoir l'Alhambra, La Cigale, le Café de la Danse et l'Olympia. Il a participé en 2008 à l'émission Taratata en chantant en duo avec l'Irlandais Damien Rice la chanson To Love Somebody, des Bee Gees.
En 2011, il participe à l'album Passenger de la chanteuse irlandaise Lisa Hannigan avec un duo sur le titre appelé O sleep.
Il se définit comme une personne timide et secrète et donne rarement des interviews. On apprend lors de l'annonce de son album de 2014 que Ray LaMontagne a longtemps lutté contre une forme de dépression.
Il joue sur une guitare acoustique Dana Bourgeois fabriquée par un luthier à Lewiston, dans le Maine.

## Albums studio

### Trouble(2004)
Le premier album de LaMontagne sort le 14 septembre 2004. Il est produit par Ethan Johns, producteur, entre autres, de Ryan Adams ou de Rufus Wainwright. Ray LaMontagne y pose un ton mélancolique et y révèle ses talents d'écriture. L'album, bien accueilli par la critique, connaît un succès considérable, s'écoulant à 250 000 exemplaires. Il est récompensé aux Boston Music Awards par les prix « Album de l’année », « Chanson de l’année » et « Meilleur chanteur/auteur-compositeur masculin ». L'album est sacré disque d'or en 2011 (500 000 exemplaires).

### Till the Sun Turns Black(2006)
Till the Sun Turns Black sort le 29 août 2006. C'est le seul de ses albums qui n'est pas sorti initialement en France.

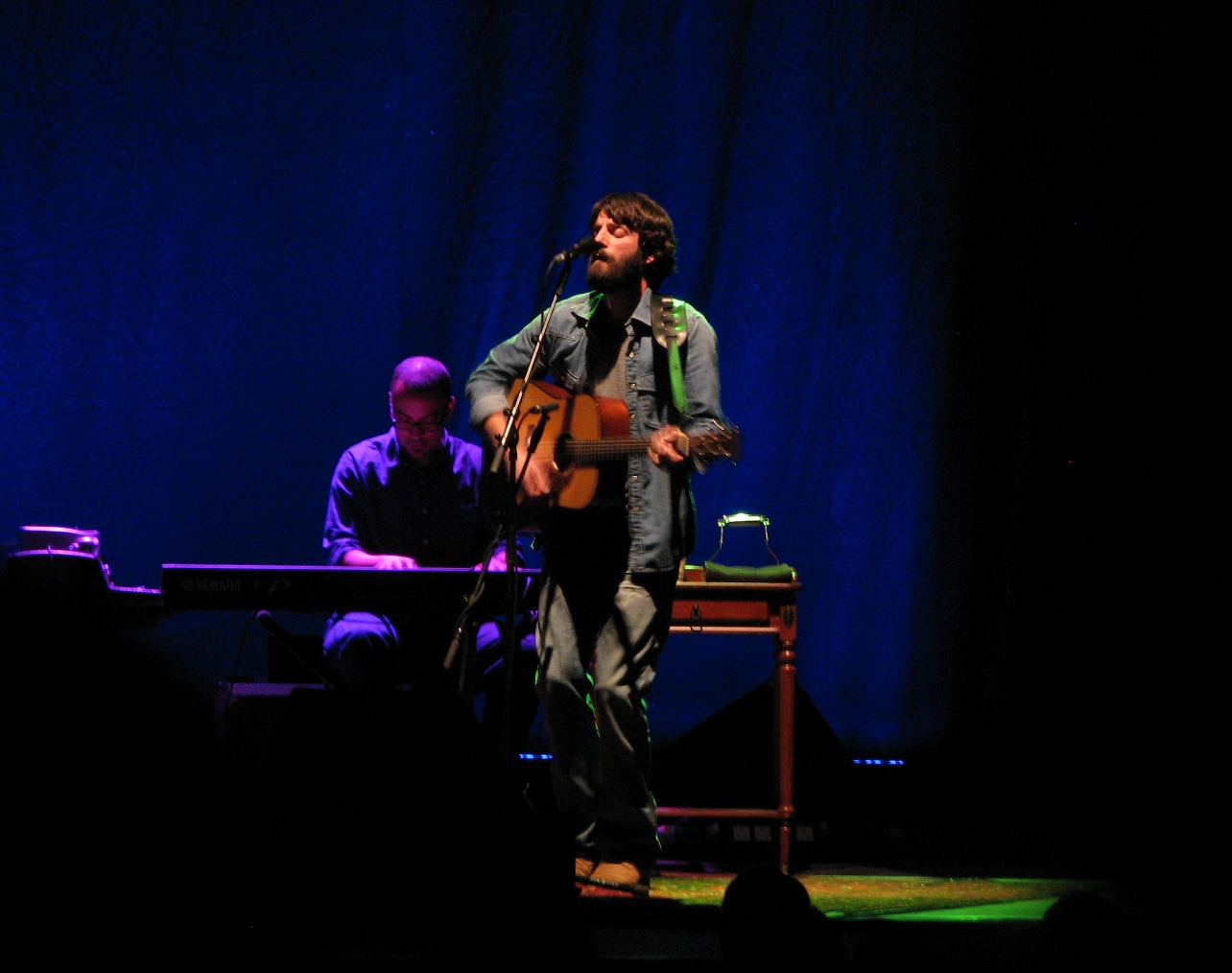
Ray LaMontagne, le 13 février 2009, à The Sage Gateshead.

### Gossip In The Grain(2008)
Album paru le 14 octobre 2008, il comporte des accents rétro constitué majoritairement de ballades. C'est le seul album où une photo de LaMontagne figure sur la pochette.

### God Willin’ & The Creek Don't Rise(2010)
Ce quatrième album, sorti le 17 août 2010, est le premier réalisé sans son producteur attitré Ethan Jones. Ray LaMontagne l'a enregistré dans son studio, en deux semaines, accompagné de son groupe de scène, The Pariah Dogs : Jennifer Condos (basse), Jay Bellerose (batterie), Eric Heywood et Greg Leisz (guitares). Sur cet album, on retrouve des ballades comme Are We Really Through, This Love Is Over ou Like Rock & Roll and Radio. Il est nommé dans trois catégories différentes aux Grammy Awards 2011 et s'impose dans la catégorie « Meilleur album folk de l'année ».

### Supernova(2014)
Sortie de son cinquième album le 6 mai 2014, le premier avec le producteur Dan Auerbach (The Black Keys). LaMontagne a une nouvelle fois travaillé à domicile pour préparer ce nouvel album, travaillant jusqu'à 16 heures d'affilée. L'enregistrement s'est passé dans un petit studio de Nashville et a duré trois semaines.
Ses fidèles musiciens de studio, The Pariah Dogs, ont été remplacés par les musiciens favoris du producteur Dan Auerbach.

### Ouroboros(2016)
Sortie de son sixième album le 4 mars 2016 en collaboration avec Jim James qui est le leader et le principal parolier du groupe de rock américain My Morning Jacket.

### Part Of The Light(2018)
Sortie de son septième album le 18 mai 2018. Cette fois, l'album est écrit et réalisé par Ray LaMontagne lui-même.

### Monovision(2020)
Sortie de son huitième album le 26 juin 2020. L'album est entièrement réalisé par Ray LaMontagne. Ecriture, production, enregistrement. Il y joue aussi l'ensemble des instruments du disque.

## Discographie

### Singles
- 2006 : Trouble - Crazy - Forever My Friend
- 2007 : Jolene - Be Here Now - Three More Days
- 2008 : How Come
- 2010 : Beg Steal Or Borrow - For The Summer
- 2014 : Supernova - Airwaves - Lavender - Drive-in movies
- 2016 : Hey, no pressure
- 2018 : Such A Simple Thing - Paper Man
- 2020 : Strong Enough

### Albums
Disponibles en CD et 33 tours.